# Hannelore-Greve-Literaturpreis
Der Hannelore-Greve-Literaturpreis wird seit 2004 alle zwei Jahre von der Hamburger Autorenvereinigung für „herausragende Leistungen auf dem Gebiet der deutschsprachigen Literatur“ verliehen, und zwar im Wechsel mit dem Walter-Kempowski-Literaturpreis.
Gestiftet wurde die mit 25.000 Euro dotierte Auszeichnung von der Hamburger Ehrenbürgerin Hannelore Greve.

## Preisträger
- 2023 Juli Zeh[1]
- 2020 Klaus Modick[2][3]
- 2018 Ulla Hahn
- 2016 Hanns-Josef Ortheil
- 2014 Herta Müller[4]
- 2012 Gerhard Henschel[5]
- 2010 Lea Singer
- 2008 Arno Surminski
- 2006 Hans Pleschinski
- 2004 Siegfried Lenz